# Did You See Me Coming?
Did You See Me Coming? is de tweede single van het album Yes van de Pet Shop Boys. Het nummer is geschreven door Neil Tennant en Chris Lowe. De productie was in handen van Brian Higgins en Xenomania, die verantwoordelijk waren voor de productie van alle nummers op het album Yes. De single werd op 1 juni 2009 uitgebracht als cd-single en 12-inch en als download.
Op de verschillende formats verschijnen remixes van Did You See Me Coming? van Unicorn Kid en de Pet Shop Boys zelf. Ook verschijnt een remix van de Yes-track The Way It Used to Be, gemaakt door Richard X. Verder komen drie nieuwe bonustracks uit: After the Event, The Former Enfant Terrible en Up and Down.

## Tracklistings

### Promotie-cd 1
Verschijningsdatum: april 2009 
Parlophone CDRDJ 6772
1. Did You See Me Coming? (3:41)
2. Did You See Me Coming? (instrumentaal) (3:41)

### Promotie-cd 2
Verschijningsdatum: mei 2009 
Parlophone
1. Did You See Me Coming? (PSB possibly more mix) (8:48)
2. The Way It Used to Be (Richard X-mix) (8:37)
3. Did You See Me Coming? (Unicorn Kid-mix) (4:08)
4. Did You See Me Coming? (albumversie) (3:41)

### Cd-single (2-track)
Verschijningsdatum: 1 juni 2009 
Parlophone CDR 6772
1. Did You See Me Coming? (3:41)
2. After the Event (5:16)

### Maxi-cd
Verschijningsdatum: 1 juni 2009 
Parlophone CDRS 6772
1. Did You See Me Coming? (PSB possibly more mix) (8:48)
2. The Former Enfant Terrible (2:51)
3. Up and Down (3:41)

### 12 inch (vinyl)
Verschijningsdatum: 1 juni 2009 
Parlophone 12R 6772
1. Did You See Me Coming? (PSB possibly more mix) (8:48)
2. Did You See Me Coming? (Unicorn Kid-mix) (4:08)
3. The Way It Used to Be (Richard X-mix) (8:37)

### Downloadbundel 1
1. Did You See Me Coming? (3:41)
2. Pet Shop Boys Brits Medley (9:32)

### Downloadbundel 2
1. Did You See Me Coming? (Unicorn Kid-mix) (4:08)
2. The Way It Used to Be (Richard X-mix) (8:37)

### Downloadbundel 3
1. Did You See Me Coming? (PSB possibly more mix) (8:48)
2. The Former Enfant Terrible (Bring It On-mix) (7:22)

## Trivia
- Zanger Neil Tennant gaf eerder zelf in een interview aan een voorkeur te hebben voor All over the World als tweede single van het album Yes, maar meldde meteen dat hun platenmaatschappij de voorkeur gaf aan Did You See Me Coming?.
- Did You See Me Coming? was al beschikbaar als onderdeel van de downloadbundel van de eerste single van Yes, Love etc.. Ook stond het nummer op een cd die in het Verenigd Koninkrijk gratis werd weggegeven bij een zondagskrant. Het werd dan ook als opvallend gezien dat dit nummer alsnog op single verscheen.